# Picabo Street
Picabo Street (Triumph, 3 de abril de 1971) es una deportista estadounidense que compitió en esquí alpino; campeona olímpica en Nagano 1998 y campeona mundial en 1996.

## Trayectoria
Participó en tres Juegos Olímpicos de Invierno, entre los años 1994 y 2002, obteniendo dos medallas, plata en Lillehammer 1994, en la prueba de descenso, y oro en Nagano 1998, en el supergigante.
Ganó tres medallas en el Campeonato Mundial de Esquí Alpino, en los años 1993 y 1996. En la Copa del Mundo consiguió nueve victorias y diecisiete podios en total.
Fue una de las últimas portadoras de la llama olímpica en la ceremonia de apertura de los Juegos Olímpicos de Salt Lake City 2002.
Fue admitida en el Salón de la Fama de US Ski en 2005. Apareció en las series de televisión American Gladiators (1989), Arli$$ (1996) y  Stars Earn Stripes (2012).

## Palmarés internacional
| Juegos Olímpicos   | Juegos Olímpicos       | Juegos Olímpicos  | Juegos Olímpicos |
| Año                | Lugar                  | Medalla           | Prueba           |
| ------------------ | ---------------------- | ----------------- | ---------------- |
| 1994               | Lillehammer (Noruega)  | Medalla de plata  | Descenso         |
| 1998               | Nagano (Japón)         | Medalla de oro    | Supergigante     |
| Campeonato Mundial |                        |                   |                  |
| Año                | Lugar                  | Medalla           | Prueba           |
| 1993               | Morioka (Japón)        | Medalla de plata  | Combinada        |
| 1996               | Sierra Nevada (España) | Medalla de oro    | Descenso         |
| 1996               | Sierra Nevada (España) | Medalla de bronce | Supergigante     |